# Margin for Error
Margin for Error (bra: Um Pequeno Erro) é um filme estadunidense dirigido por Otto Preminger. O roteiro de Lillie Hayward e Samuel Fuller é baseado na peça homônima de 1939 de Clare Boothe Luce. O filme foi lançado em 10 de fevereiro de 1943 pela 20th Century Fox.

## Elenco
- Joan Bennett ...Sophia Baumer
- Otto Preminger ....Karl Baumer
- Milton Berle ...Oficial Moe Finkelstein
- Joe Kirk ...Oficial Solomon
- Carl Esmond ... Barão Max von Alvenstor
- Howard Freeman	...Otto Horst
- Clyde Fillmore	...Dr. Jennings
- Poldi Dur	...Frieda